# Seven Mountains
Seven Mountains (tłum. z ang. "Siedem gór") – trzeci album szwajcarskiego zespołu folk-rockowego 77 Bombay Street, wydany 18 września 2015 przez Gadget Records.

## Lista utworów
1. „Prelude“ - 1:14
2. „Seven Mountains“ - 4:03
3. „Club of Optimistic People“ - 4:21
4. „Painted“ - 3:58
5. „Bombay“ - 3:23
6. „Falling“ - 4:24
7. „Intermezzo“ - 0:36
8. „Once and Only“ - 3:27
9. „Amazing Day“ - 3:04
10. „Where Are You?“ - 3:36
11. „December“ - 3:20
12. „Waterproof“ - 2:52
13. „Dancing on the Coast“ - 5:30
14. „Own the World“ - 3:25
15. „Finale“ - 0:27